# フリードリヒ・マイネッケ
フリードリヒ・マイネッケ（Friedrich Meinecke, 1862年10月30日 - 1954年2月6日）は、20世紀前半のドイツを代表する歴史学者。 第二次世界大戦後は最も伝統的な歴史学者として晩年に至るまでドイツ史学界に君臨していた。

## 生涯
プロイセン王国ザクセン州（現ザクセン＝アンハルト州）ザルツヴェーデルに役人の子として生まれる。ベルリン大学とボン大学で学び、当初は文学を志していたが歴史学に転向した。当時のベルリン大学ではランケに代表されるプロイセン学派が主流であった。卒業後は1887年から国家文書館（現：連邦公文書館）で働き、この間ディルタイの著作に重要な影響を受けたとされる。1901年にシュトラスブルク大学教授になった。マイネッケは1893年からドイツ史学界の権威的な雑誌『Historische Zeitschrift（史学雑誌）』の編集をし、ナチスの圧迫によって1935年に辞任するまで続けた。また「国立歴史委員会（the Historische Reichskommission）」の会長を務めた。この委員会は1928年に設置されたが、やはりナチスの圧迫で1935年に廃止された。
マイネッケは18、19世紀ドイツの知性や文化の歴史的背景を論じた。1907年に出版された『Weltbürgertum und Nationalstaat』（世界市民主義と国民国家）のなかで、一見普遍的に見える世界市民的思想が民族的、国家的関心と深い関わりをもっていることを明らかにした。代表作『Die Idee der Staatsräson』（近代史における国家理性の理念）をはじめとして、彼の関心は近代的な国家理性と個人の道徳意識との乖離に向けられている。
マイネッケは政治的にはヴァイマル体制支持派で、1930年に組閣した超然内閣のブリューニングは彼の生徒であった。また1932年の大統領選挙ではヒンデンブルクを支持した。マイネッケと論争し、ナチズムに傾斜していったカール・シュミットは『ヴァイマール・ジュネーヴ・ヴェルサイユとの対決』（1940年）において、自身が批判する、ときのヨーロッパ公法の御用思想家としてマイネッケを批判している。またヘーゲルに批判的であったことから、国粋主義的なヘーゲル思想復興の風潮が著しかった当時の思想界からは理解されなかった。今日では、ナチス政権の抑圧下にあった経験に基づき終戦後の翌年、1946年に著した『ドイツの悲劇』が広く読まれている。この書では、ヒトラーとナチス政権を許した根源的な理由を大衆社会の成立（「大衆マキャベリスム」）に見ている。

## 年譜
- 1862年 - 10月31日、プロイセン王国ザクセン州の小都市ザルツヴェーデルに生まれる。父は同市の駅逓長官で、母は東プロイセンの牧師の娘であった。
- 1871年 - ベルリンに移る。
- 1882年 - ベルリン大学に入学（専攻はゲルマン学）。
- 1883年 - ボン大学に転校、専攻を歴史学に変更する。
- 1886年 - ベルリン大学卒業。
- 1887年 - プロイセン国家文書館に就職。
- 1893年 - 『史学雑誌』の編集者となる。
- 1895年 - 結婚。相手はベルリン衛生顧問官デルハースの娘アントニエ。
- 1896年 - 処女作『ボイエン元帥伝』第1巻出版。
- 1899年 - 『ボイエン元帥伝』第2巻出版、同著作完結。
- 1901年 - シュトラスブルク大学に招聘される。
- 1906年 - フライブルク大学に移る。『ドイツの決起の時代―1795〜1815年』が出版される。
- 1907年 - 『世界市民主義と国民国家』出版。
- 1909年 - 『シュタインからビスマルクへ』出版。
- 1913年 - 『ラドヴィッツとドイツ革命』出版。
- 1914年 - ベルリン大学に移る。
- 1915年 - 『1914年のドイツの決起』出版。
- 1917年 - 『19世紀および20世紀におけるプロイセンとドイツ』出版。『世界大戦の諸問題』出版。
- 1919年 - 『革命以後』出版。
- 1924年 - 『近代史における国家理性の理念』出版。
- 1927年 - 『独英同盟問題の歴史―1890〜1901年』出版
- 1928年 - ベルリン大学の教壇を退き、名誉教授に。同年設立された国立歴史委員会の会長に就任。
- 1930年 - 『ヨハン・グスタフ・ドロイゼン』出版。
- 1932年 - 『国家と人格』出版。
- 1935年 - 国立歴史委員会会長および『史学雑誌』編集者を辞任。
- 1936年 - 『歴史主義の成立』出版。
- 1939年 - 『歴史的感覚と歴史の意味について』出版。
- 1940年 - 『プロイセン-ドイツの諸相と諸問題』出版。
- 1941年 - 『体験記』出版。
- 1942年 - 『歴史のための箴言と素描』出版。
- 1946年 - 『ドイツの悲劇』出版。ソ連軍占領下のベルリン大学に復帰。
- 1948年 - 『創造する鏡』出版。
- 1949年 - 『シュトラスブルク-フライブルク-ベルリン』出版。
- 1951年 - プール・ル・メリット勲章を授与される。
- 1954年 - 2月6日、ベルリン郊外のダーレムにて死去、91歳。

## 著書（日本語訳）
- 『ドイツの悲劇――考察と回想』 矢田俊隆訳（弘文堂〈アテネ新書〉, 1951年／中公文庫, 1974年）- 文庫は再版多数
- 『近代史における国家理性の理念』 岸田達也訳（抄訳）、中央公論新社〈中公クラシックス Ⅰ・Ⅱ〉, 2016年。解説佐藤真一
  - 初版『世界の名著54　マイネッケ』 林健太郎責任編集（中央公論社, 1969年、新版・中公バックス, 1980年）-「近代史〜」（抄訳）+「ドイツの悲劇」
- 『歴史主義の成立』 菊盛英夫・麻生建訳（筑摩書房〈筑摩叢書〉（上・下）, 1968年、新版1985年）
  - 初版『歴史主義の成立』近藤書店（上・下）, 1944-45年。菊盛による単独訳
- 『近代史における国家理性の理念』 菊盛英夫・生松敬三訳（みすず書房, 1960年、第2版1976年、新版1989年、復刊2001年）
  - 初版『近世史に於ける国家理性の理念』近藤書店（上）, 1948年。菊盛による単独訳
- 『世界市民主義と国民国家――ドイツ国民国家発生の研究』 矢田俊隆訳（岩波書店（Ⅰ・Ⅱ）, 1968-1972年）
  - 初版『独逸国民国家発生の研究　世界主義と国民国家』冨山房, 1943年
- 『歴史的感覚と歴史の意味』 中山治一訳（創文社〈歴史学叢書〉, 1972年、再版1977年）
  - 初版『歴史主義の立場』創元社〈史学叢書〉, 1943年
  - 初版『国家と個性』筑摩書房, 1944年、上記は両著の新編
- 『ランケとブルクハルト』 中山治一・岸田達也訳（創文社, 1960年）